# Davide Astori
Davide Astori (7. ledna 1987 – 4. března 2018) byl italský fotbalista hrající na postu středního obránce. Kariéru začal v AC Milán. Za Rossoneri si ani jednou nezahrál. Byl posílán na hostování do AS Pizzighettone a rok později do US Cremonese. V roce 2008 přestoupil do Cagliari. Později strávil několik let na hostováních v AS Řím a ve Fiorentině, do které roku 2016 přestoupil a ve které se roku 2017 stal kapitánem. Za národní tým debutoval 29. března 2011 proti Ukrajině (2:0). Získal bronzovou medaili na Konfederačním poháru FIFA 2013.

## Klubová kariéra

### AC Milán
Astori začal hrát za lokální tým AC Ponte San Pietro Isola SSD a v roce 2001 přestoupil do AC Milán. V juniorce Milána strávil 5 let, po kterých byl poslán na hostování do třetiligových týmů AS Pizzighettone a US Cremonese.

### Cagliari Calcio
Na začátku sezony 2008/2009 Cagliari podepsalo spoluvlastnickou smlouvu s AC Milán ohledně Davida Astoriho. V první lize debutoval 14. září 2008 proti Sieně. V červnu 2009 Cagliari prodloužilo Astoriho smlouvu. Během jeho druhé sezony v Cagliari se šířily zvěsti o tom, že AC Milán si v létě chce Astoriho ponechat, sám hráč o to projevil zájem. Navzdory zvěstem ale Cagliari prodloužilo Astorimu smlouvu o další rok. V červnu 2011 Cagliari koupilo zbývajících 50 % práv na Astoriho od Milána. Po 8 zápasech se ale zranil a byl mimo hru 3 měsíce. V červenci 2012 Astori odhalil, že odmítl nabídku od předního celku ruské ligy Spartaku Moskva. Astori krok vysvětlil tak, že chtěl zůstat v Cagliari, aby dosáhl svých cílů.

#### AS Řím (hostování)
V červenci 2014 Cagliari oznámilo, že Davide Astori odchází na roční hostování do AS Řím. Cena byla stanovena na dva miliony eur s opcí na přestup za 5 milionů eur. Den před vypršením kontraktu prodloužil smlouvu s Cagliari, čímž trvalý přestup do Říma padl.

### ACF Fiorentina
V srpnu 2015 Astori odešel na roční hostování do Fiorentiny s možností opce na přestup.
Na začátku sezony 2017/18 byl Astori jmenován kapitánem Fiorentiny. Dne 25. února 2018 Astori odehrál svůj poslední zápas v životě, v utkání proti Chievu si připsal asistenci na jediný gól, který v zápase padl, Fiorentina vyhrála 1:0.
Dne 4. března 2018 měla Fiorentina odehrát utkání proti Udinese Calcio. Astori nepřišel na snídani a nereagoval na telefon, což spoluhráčům bylo divné. Než hotelová služba přinesla náhradní klíče, hráči vyrazili dveře a našli Astoriho mrtvého na posteli. Následná pitva prokázala, že za jeho smrtí stojí tachykardie (hráčovo srdce začalo bít tak rychle, až se zastavilo).

## Přestupy
- z AC Milán do Cagliari Calcio za 5 000 000 eur
- z Cagliari Calcio do AS Řím za 2 000 000 eur (hostování)
- z Cagliari Calcio do ACF Fiorentina za 1 500 000 eur (hostování)
- z Cagliari Calcio do ACF Fiorentina za 3 500 000 eur

## Hráčská statistika
| Sezóna  | Klub             | Liga     | Liga   | Liga | Ligové poháry | Ligové poháry | Ligové poháry | Kontinentální poháry | Kontinentální poháry | Kontinentální poháry | Celkem | Celkem |
| Sezóna  | Klub             | Soutěž   | Zápasy | Góly | Soutěž        | Zápasy        | Góly          | Soutěž               | Zápasy               | Góly                 | Zápasy | Góly   |
| ------- | ---------------- | -------- | ------ | ---- | ------------- | ------------- | ------------- | -------------------- | -------------------- | -------------------- | ------ | ------ |
| 2006/07 | AS Pizzighettone | Serie C1 | 27     | 1    | -             | 0             | 0             | -                    | 0                    | 0                    | 27     | 1      |
| 2007/08 | US Cremonese     | Serie C1 | 33     | 0    | -             | 0             | 0             | -                    | 0                    | 0                    | 33     | 0      |
| 2008/09 | Cagliari Calcio  | Serie A  | 10     | 0    | IP            | 1             | 0             | -                    | 0                    | 0                    | 11     | 0      |
| 2009/10 | Cagliari Calcio  | Serie A  | 34     | 2    | IP            | 1             | 0             | -                    | 0                    | 0                    | 35     | 2      |
| 2010/11 | Cagliari Calcio  | Serie A  | 36     | 0    | IP            | 0             | 0             | -                    | 0                    | 0                    | 36     | 0      |
| 2011/12 | Cagliari Calcio  | Serie A  | 28     | 1    | IP            | 1             | 0             | -                    | 0                    | 0                    | 29     | 1      |
| 2012/13 | Cagliari Calcio  | Serie A  | 32     | 0    | IP            | 1             | 0             | -                    | 0                    | 0                    | 33     | 0      |
| 2013/14 | Cagliari Calcio  | Serie A  | 34     | 0    | IP            | 1             | 0             | -                    | 0                    | 0                    | 35     | 0      |
| 2014/15 | AS Řím           | Serie A  | 24     | 1    | IP            | 2             | 0             | LM+EL                | 2+2                  | 0                    | 30     | 1      |
| 2015/16 | ACF Fiorentina   | Serie A  | 33     | 0    | IP            | 1             | 0             | EL                   | 8                    | 0                    | 42     | 0      |
| 2016/17 | ACF Fiorentina   | Serie A  | 33     | 2    | IP            | 1             | 0             | EL                   | 6                    | 0                    | 40     | 3      |
| 2017/18 | ACF Fiorentina   | Serie A  | 25     | 1    | IP            | 2             | 0             | -                    | 0                    | 0                    | 27     | 1      |
| Celkově | Celkově          | Celkově  | 349    | 8    | -             | 11            | 0             | -                    | 18                   | 0                    | 378    | 8      |

## Úspěchy

### Reprezentační
- 1× na Konfederačním poháru (2013 – bronz)